# Mirjana Šegrt
Mirjana Šegrt (croate : Мирјана Шегрт), née le 13 avril 1950 à Dubrovnik (RS de Croatie), est une ancienne nageuse yougoslave, triple médaillée d'argent lors des Championnats d'Europe 1970.

## Carrière
Représentant la Yougoslavie aux Jeux olympiques de 1968, elle concoure dans quatre courses. Elle termine 7e du 100 m nage libre, 5e du 200 m nage libre et ne dépasse pas le stade des séries sur le 4 × 100 m 4 nages avec l'équipe yougoslave (Zdenka Gašparac, Đurđica Bjedov et Ana Boban). Inscrite sur la liste de départ du 400 m nage libre, elle ne prend finalement pas part à la course. Sur le 200 m nage libre, elle établit le nouveau record d'Europe.
Deux ans plus tard, elle remporte trois médailles d'argent lors des championnats d'Europe 1970 : sur le 100 m et le 200 m nage libre derrière l'Est-Allemande Gabriele Wetzko et sur le 200 m papillon derrière l'Est-Allemande Helga Lindner. Elle termine aussi 4e du 100 m papillon et 6e du 4 × 100 m 4 nages. La même année, elle remporte quatre médailles à l'Universiade d'été à Turin.

## Palmarès
| Date | Compétition           | Lieu      | Place | Course           |
| ---- | --------------------- | --------- | ----- | ---------------- |
| 1968 | Jeux olympiques       | Mexico    | 7e    | 100 m nage libre |
| 1968 | Jeux olympiques       | Mexico    | 5e    | 200 m nage libre |
| 1968 | Jeux olympiques       | Mexico    | DNS   | 400 m nage libre |
| 1970 | Championnats d'Europe | Barcelone | 2e    | 100 m nage libre |
| 1970 | Championnats d'Europe | Barcelone | 2e    | 200 m nage libre |
| 1970 | Championnats d'Europe | Barcelone | 2e    | 200 m papillon   |
| 1970 | Championnats d'Europe | Barcelone | 4e    | 100 m papillon   |
| 1970 | Universiade           | Turin     | 1re   | 100 m nage libre |
| 1970 | Universiade           | Turin     | 1re   | 100 m papillon   |